# Pedro Chapa
Pedro Chapa Cisneros fue un coronel mexicano que participó en la Revolución mexicana. Nació en Ciénega de Flores, Nuevo León. Alcanzó el grado de coronel y representó a su estado en el Congreso Constituyente de 1917. Fue diputado por la XXIX Legislatura del Congreso de la Unión y después se dedicó a actividades comerciales.

## Biografía
Pedro Chapa Cisneros nació en Ciénega de Flores el 1 de agosto de 1861, siendo hijo de Don Santiago Chapa y Doña Loreto Cisneros.
A muy temprana edad quedó huérfano de padre y a los 16 años junto con su hermano Guillermo (el mayor de la familia), se dio de alta en las filas del Cuerpo de Rurales que comandaba su tío el general Don Ponciano Cisneros.
El general Don Francisco Naranjo por el Norte y el general Ponciano Cisneros por el Sur de la Sierra Norteña de Nuevo León, combatieron a los Indios Bravos basta expulsarlos fuera del Estado. Después se les comisionó por orden del Gobierno del general Don Porfirio Díaz al Estado de Chihuahua para reforzar al coronel Joaquín Terrazas, quien estaba en plena guerra contra los Indios Apaches quienes eran comandados por los aguerridos caciques Jerónimo y Victorio.
Después que los Rurales lograron la pacificación de los indios, fueron comisionados para combatir el contrabando, el abigeato y el bandolerismo en los Estados del Norte. Cuando su Jefe el general Ponciano Cisneros fue relevando del mando por grave trombosis cerebral, Don Pedro Chapa Cisneros se dio de baja con el grado de Cabo de Rurales y regresó a su pueblo natal dedicándose a la agricultura y a la ganadería, así como a la vez fue contratista en la construcción de puentes en la vía del ferrocarril en el tramo correspondiente de Laredo a Saltillo.
Contrajo matrimonio con la Srta. Sanjuana Treviño de la cual enviudó, volviéndose a casar en 1906 con la Srta. Profesora María de los Ángeles Treviño Quiroga, también originaria de Ciénega de Flores y sobrina del Sr. general de División Don Pablo Quiroga quien posteriormente llegó a ser Secretario de Guerra y Marina, hoy Secretaría de la Defensa Nacional.
En 1910, juntamente con jóvenes de Ciénega de Flores, Zuazua, Higueras, Marin y Sabinas Hidalgo, Don Pedro Chapa se levantó en armas al lado del Sr. Madero y posteriormente en la segunda etapa de La Revolución, abrazó el "Plan de Guadalupe" del 26 de marzo de 1913 al lado de Don. Venustiano Carranza en su lucha contra Victoriano Huerta, asesino del Presidente Madero.
Su campaña fue en el Cuerpo del Ejército del Noreste bajo el mando supremo del general Don Pablo González y a las órdenes directas del general Antonio I. Villarreal, hasta hacer su desfile victorioso en la Cd. De México el 20 de agosto de 1914, fecha en la cual el Sr. Carranza entró por la puerta grande al Palacio Nacional como encargado del Poder Ejecutivo de la Unión, en su carácter de Primer Jefe el Ejército Constitucionalista.
Posteriormente y siempre bajo las órdenes de Don. Antonio I. Villarreal,  Don Pedro Chapa estuvo en la convención de Aguascalientes y más tarde en la entrevista de Don. Antonio con el general Francisco Villa, cuando este quiso fusilar al general Álvaro Obregón, Secretario de Guerra y Marina del Gobierno Provisional del Sr. Carranza.
Al registrarse la pugna de Villa en contra de Carranza, Don Pedro le fue leal a este, continuando toda la Campana del Norte contra el Villismo, habiendo combatido en la inolvidable Batalla de Ébano que junto con la de Celaya sirvió para consolidar el Carrancismo a nivel nacional.
También participó en las batallas de Saltillo, de Ramos Arizpe, Icamole, Morales, Huizachito, Los Aldamas, Vaquerlas, etc ... En un combate en "El Topo Chico", cuando la lucha del general Villarreal en Monterrey. Don Pedro Chapa resultó herido y como la capital de Nuevo León y la Plaza de Nuevo Laredo estaban ocupadas por los villistas, tuvieron que llevarlo a Matamoros, y de allí a San Antonio Texas, en cuyo mismo Hospital Santa Rosa se encontraba también herido el famoso "Melenas", general Don Jesús de la Garza.
Ya amnistiado el general Villa, Don Pedro Chapa fue comisionado para combatir hasta exterminar a los diferentes grupos remanentes de villistas que operaban en Tamaulipas, Nuevo León y Coahuila.
Así en esa forma: siempre en campaña, nunca en guarnición, Don Pedro Chapa Cisneros fue adquiriendo paso a paso y por méritos propios, todos los grados militares basta llegar a Coronel de Caballería Y el 7 de mayo de 1920, cuando el Sr. Presidente Carranza hubo de abandonar La Cd. De México rumbo a Veracruz, como ironía del destino quedaron pendientes de firma presidencial en el despacho del Palacio Nacional, los documentos aprobados por la Secretarla de Guerra y Marina y por los cuales se ascendió a General Brigadier a Don Pedro Chapa Cisneros. Varios de sus subordinados y quienes continuaron en el ejército después de los acontecimientos de 1920, llegaron a obtener ascensos significativos: los Generales y Profesores Baltasar Chapa y Gregorio Morales Sánchez, general Amaranto Dávila Chapa, general Francisco González, general Primitivo González y el Coronel Rafael González.
Don Pedro Chapa Cisneros, no quiso después saber nada del "nuevo rumbo" de las cosas, yéndose primero al exilio para más tarde volver a dedicarse a la agricultura y a la ganadería, sin haber pedido, ni aceptado ofrecimientos para ocupar puesto público alguno. Así vivió sus últimos años hasta que vino su lamentable fallecimiento en su pueblo natal, el 22 de junio de 1929, sobreviviéndole su esposa María de los Ángeles Trevino de Chapa y sus hijos: Aurora, Bertha, Dora, Esthela y Pedro.